# Dasaramale, Bangarapet
Dasaramale là một làng thuộc tehsil Bangarapet, huyện Kolar, bang Karnataka, Ấn Độ.